# Кисиллоф, Аксель
Аксель Киселёв (исп. Axel Kicillof; род. 25 сентября 1971, Буэнос-Айрес) — государственный и политический деятель Аргентины. Действующий губернатор провинции Буэнос-Айрес.

## Биография
Родился 25 сентября 1971 года в Буэнос-Айресе. Второй ребенок в семье психолога Норы Баренштейн и психоаналитика Даниэля Киселёва, которые были ашкеназами. Вырос в окрестностях Реколеты. Когда Акселю Кичиллофу было 22 года, его отец покончил жизнь самоубийством.
С 1984 по 1989 год обучался в Национальной школе Буэнос-Айреса. С 1990 по 1995 год учился на факультете экономических наук Университета Буэнос-Айреса, который окончил с отличием, получив степень в области экономики со специализацией в государственном секторе. Был лучшим учеником в классе из 122 человек. С 1997 по 2005 год учился в аспирантуре Университета Буэнос-Айреса, получив степень доктора экономики. Его докторская диссертация, позже опубликованная в виде книги, называлась «Génesis y estructura de la Teoría General de Lord Keynes».
В университете был студенческим лидером: являлся главой студенческой организации «Tontos pero No Tanto», а также был членом молодежной группы «La Cámpora», которую затем возглавил Максимо Киршнер. В качестве студенческого лидера воспринимался студентами как «рок-звезда». С 1989 по 2001 год критиковал политику неолиберализма в Аргентине.
Биограф называл Акселя Кисилоффа как «экономического гуру, покорившего Кристину Киршнер», так как тот сыграл важную роль в ренационализации энергетической компании «YPF» в 2012 году. C 2013 по 2015 год занимал должность министра экономики Аргентины при администрации президента Кристины Фернандес де Киршнер, а затем с 2015 по 2019 год был членом Палаты депутатов Аргентины от Буэнос-Айреса.

## Сочинения
- Axel Kicillof. Keynes and The General Theory Revisited. — Taylor & Francis, 2018. — ISBN 978-1-351-60125-2.